# Ван Яньшоу
Ван Яньшоу (王延壽, I пол. II ст. ) — китайський поет часів династії Хань, один з провідних майстрів поезії фу.

## Життєпис
Походив з родини вчених та літераторів. Син Ван І, який склав збірку Чуські строфи. Народився Ван Яньшоу у м.м Сюаньчен області Наньцзюнь (південь сучасної провінції Хубей). З дитинства відрізнявся неабияким літературним даром. Загинув у віці 20 років, потонувши при переправі через річку Сянцзян (сучасна провінція Хунань).

## Творчість
Відомо про існування збірки творів Ван Яньшоу, яка складалася з 3 цзюаней, втім втрачених. Натепер знано про 3 оди: «Ван сунь фу» («Ода про княжого онука»), «Лу Лінгуандянь фу» («Ода про палац Божественного сяйва царства Лу») і «Мен фу» («Ода про сни»).
«Ван сунь фу» — твір на даосько-релігійну тему, близьке за образністю до поеми «Чжао інь ши».
«Лу Лінгуандянь фу» вважається одним з найкращих зразків од-панегіриків, присвячена резиденції володаря царства Лу (південний захід сучасної провінції Шаньдун), де Ван Яньшоу побував ще дитиною. Ця ода є найважливішим джерелом з історії китайського образотворчого мистецтва. Вона містить розгорнутий опис стінописних картин, що прикрашають палацові апартаменти, що дозволяє судити про ступінь розвиненості і характер монументального живопису в часи Хань.
«Мен фу» — одна з найбільш своєрідних од Китаю. У ній розповідається про зловісний сон поета, в центрі уваги його боротьба з моторошними чудовиськами.